# Betrifft Justiz
Betrifft Justiz (eigene Schreibweise Betrifft JUSTIZ) ist eine juristische Fachzeitschrift, die sich an Richter und Staatsanwälte wendet.

## Geschichte
Die Publikation wurde 1985 von Richtern und Staatsanwälten gegründet. Die meisten Redakteure stehen der Neuen Richtervereinigung nahe, in der Vergangenheit auch ver.di. Die Zeitschrift erscheint vierteljährlich.
Seit dem Jahr 2007 wird Betrifft Justiz von einem Verein (Betrifft Justiz e. V. mit Sitz in Mühltal bei Darmstadt) herausgegeben, dessen Mitglieder in der Mehrzahl auch Redakteure sind. 
Seit 2020 sind alle Jahrgänge mit Ausnahme der neuesten vier Hefte frei auf der Website der Zeitschrift im Volltext abrufbar. Gleichzeitig wurden Konten auf sozialen Netzwerken eingerichtet.
Ihrem Anspruch nach wendet sich die Zeitschrift an Justizangehörige, die an der kritischen Ausübung ihres Berufes und an einem Meinungsaustausch über Probleme interessiert sind, die im Beruf und außerhalb auftreten. Thematisch befasst sie sich mit Fragen der Justizpolitik, innerjustiziellen Angelegenheiten, Rechtsfragen aus allen Bereichen der dritten Gewalt und deren allgemeinpolitischer Bedeutung. Regelmäßig wiederkehrende Schwerpunkte sind Berichte zur Situation der Justiz in aller Welt, Mediation, Digitalisierung der Justiz und die Berichterstattung über die Ergebnisse des „Richterratschlags“.

## Reichweite
Die Beiträge der Zeitschrift werden in der juristischen Datenbank juris mit Abstracts ausgewertet. Betrifft Justiz findet sich in vielen Gerichts- und Universitätsbibliotheken. Zu Jubiläen veranstaltet die Redaktion Symposien zu rechts- und justizpolitischen Themen, z. B. 2005 und 2010 in Karlsruhe. 